# Ładowarka łyżkowa

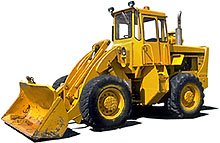
Ładowarka kołowa

Ładowarka łyżkowa – maszyna do robót ziemnych przeznaczona do załadunku i transportu urobku na bliskie odległości przy wykorzystaniu odpowiedniego osprzętu w formie łyżki. Może być również wykorzystana do odspajania niezamarzniętych gruntów, przewozu materiałów budowlanych na placach budów, a przy wykorzystaniu dodatkowego osprzętu – do przeładunku dłużnic, bloków kamiennych i innych materiałów (ładowarki uniwersalne). Od koparki łyżkowej odróżnia ją przede wszystkim to, że napełnianie łyżki realizowane jest w niej za pomocą mechanizmu jazdy.

## Podział
- ze względu na budowę
  - ładowarki łyżkowe gąsienicowe – na ciągniku gąsienicowym, stosowane najczęściej w kamieniołomach
  - ładowarki łyżkowe kołowe (najczęściej stosowane) – na ciągniku kołowym
    - nieprzegubowe – jednoczęściowe podwozie i skrętne koła
    - przegubowe – dwuczęściowe podwozie (część przednia i tylna) połączone przegubem, to rozwiązanie jest współcześnie najczęściej stosowane

- ze względu na przeznaczenie
  - naziemne
  - kopalniane

- ze względu na sposób pracy
  - czołowe – łyżka umieszczona z przodu maszyny, możliwości ruchu łyżką tylko w jednej płaszczyźnie
  - obrotowe – łyżka wraz z wysięgnikiem umieszczona na obrotowej platformie, umożliwia to wysypywanie ładunku na bok bez potrzeby obracania i przejazdu całej maszyny
  - z łyżką wychylną na bok
  - z wyładunkiem zasięrzutnym – możliwości ruchu łyżki tylko w jednej płaszczyźnie od czoła pojazdu, aż do tyłu, stosowane kiedyś w kopalniach i budownictwie

## Budowa
- narzędzie robocze
  - łyżka (różne typy łyżek, łyżka klapowa)
  - uchwyt do dłużnic
  - hak
  - chwytak
  - zbiornik do betonu
  - widły do palet
- wysięgnik z układem podnoszenia
  - układ podnoszenia trójczłonowy i łyżki trójczłonowy
  - układ podnoszenia trójczłonowy i łyżki czteroczłonowy
  - układ podnoszenia czteroczłonowy z równoległobokiem (prostowodny) – umożliwia utrzymanie łyżki przy stałym kącie względem poziomu przy różnym położeniu wysięgnika